# NTV (トルコ)
NTVは、トルコの全国テレビ・ニュース・チャンネル。2000年から2014年にかけては、MSNBCと提携していた。国内ニュース、国際ニュースに加え、ドキュメンタリーや、金融、芸術・文化、ライフスタイル、スポーツに関する番組も交えて編成されている。

## 沿革
NTVは、1996年に、ジャヴィット・チャーラルが率いるネルギス・グループ傘下の会社として設立されたトルコ初のニュース・チャンネルで、当初の社名はネルギスTV (Nergis TV) であった。1999年1月、NTVはドギュス・グループの傘下に入った。NTVの成功は、トルコのメディア業界に変化をもたらし、テーマ別の専門チャンネルの時代を開くことになった。
2013年6月、反政府運動の一環として起こったタクスィム・ゲジ公園における抗議行動をNTVが放送しなかったことに抗議する人々が本社の前に集まり、この抗議を受けてNTVの職員数名が辞職する事態となった。ドギュス・メディア・グループのCEOであったジェム・アイドゥン (Cem Aydın) は、批判は「おおむね公正なもの」だったと認め、「私たちの視聴者は、裏切られたと感じたのだ」と述べた。このコメントを出した直後に、アイドゥンはドギュス・メディアを離れた。その直後、NTVは、BBCワールドニュースが制作したトルコにおける言論の自由に関する番組を、BBCとの提携協定に反して、放送しなかった。これに対してBBCは、協定の効力を停止させた。

## NTV HD
2016年1月17日、NTVと同じ内容をサイマル放送する高精細度テレビジョン放送 (HDTV) として、NTV HDが開局した。